# Pomník padlých v 1. světové válce (Staré Ždánice)
Pomník padlým v 1. světové válce se nalézá v parčíku nedaleko od břehu návesního rybníčku Koňák na návsi obce Staré Ždánice v okrese Pardubice. Pomník padlým v 1. světové válce byl slavnostně odhalen 10. července 1921.

## Popis
Na betonovém čtvercovém hranolovém základu stojí na dvou pískovcových schodech jehlancovitý pískovcový pilíř zakončený nahoře plastikou zaťaté pěsti. Na čelní straně pilíře je umístěna mramorová deska se jmény vojínů z obce Staré Ždánice padlých v průběhu první světové války. 
Nad deskou se nalézá reliéfní státní znak Československé republiky, pod kterým jsou vytesány letopočty 1914 - 18.
Před pomníkem je umístěn ocelový ozdobný květináč.
Pomník byl v roce 2018 nákladem obce Staré Ždánice renovován a při té příležitosti byla na vrchol pomníku doplněna plastika zaťaté pěsti, která byla za socialismu odstraněna. 